# Loris Kessel
Loris Kessel (n. 1 aprilie 1950, d. 15 mai 2010) a fost un pilot elvețian de Formula 1 care a evoluat în Campionatul Mondial între anii 1976 și 1977.
1. ↑   http://www.blick.ch/sport/formel1/schweizer-f1-pilot-loris-kessel-gestorben-146839 Lipsește sau este vid: |title= (ajutor)